# Bandad myrtörnskata
Bandad myrtörnskata (Thamnophilus doliatus) är en fågel i familjen myrfåglar inom ordningen tättingar.

## Utbredning och systematik
Bandad myrtörnskata har ett mycket stort utbredningsområde som sträcker sig från östra Mexiko till norra Argentina. Den delas in i tolv underarter med följande utbredning:
- doliatus-gruppen
  - T. d. intermedius – förekommer från östra Mexiko (Tamaulipas) till Belize, Guatemala och västra Panama
  - T. d. nigricristatus – förekommer i centrala Panama (från östra Chiriquí och södra Veraguas till västra Guna Yala)
  - T. d. eremnus – förekommer på ön Coiba (Panama)
  - T. d. nesiotes – förekommer på Pärlöarna (Panamabukten)
  - T. d. albicans – förekommer i sluttning mot Karibien i Colombia och södra Magdalenafloddalen till Huila
  - T. d. nigrescens – förekommer i norra och centrala Colombia öster om Anderna och i nordvästra Venezuela norr om Anderna
  - T. d. tobagensis – förekommer på Tobago
  - T. d. doliatus – förekommer från nordöstra Colombia till Guyanaregionen, norra Amazonområdet i Brasilien och Trinidad
  - T. d. radiatus – förekommer från sydostligaste Colombia till östra Peru, Bolivia, Paraguay, norra Argentina
  - T. d. cadwaladeri – förekommer i södra Bolivia (Tarija)
  - T. d. difficilis – förekommer i östra centrala Brasilien (från östra Maranhão till östra Mato Grosso, Goiás och västra Bahia)
- T. d. capistratus – förekommer i östra Brasilien (från Ceará till nordligaste Minas Gerais och centrala Bahia)

## Status
Arten har ett mycket stort utbredningsområde och beståndet anses stabilt. Internationella naturvårdsunionen IUCN listar den därför som livskraftig (LC). Beståndet uppskattas till i storleksordningen fem till 50 miljoner vuxna individer.

## Bildgalleri

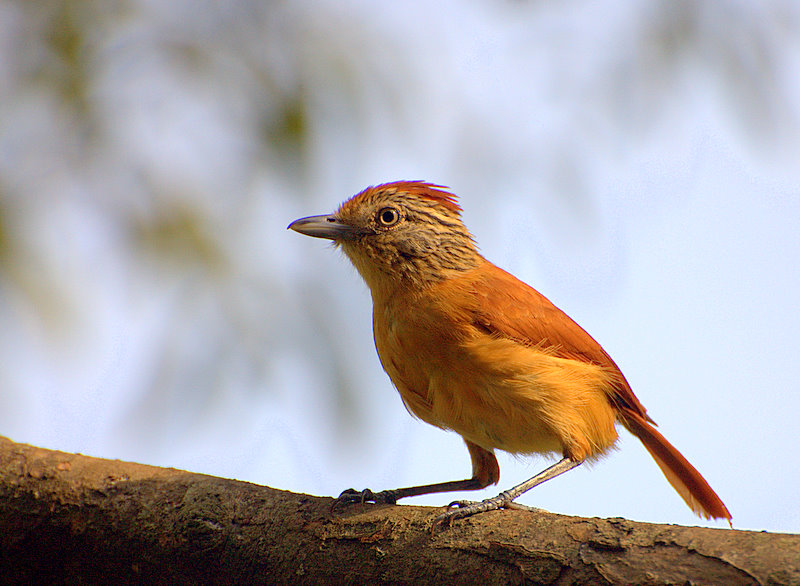
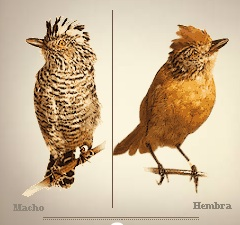
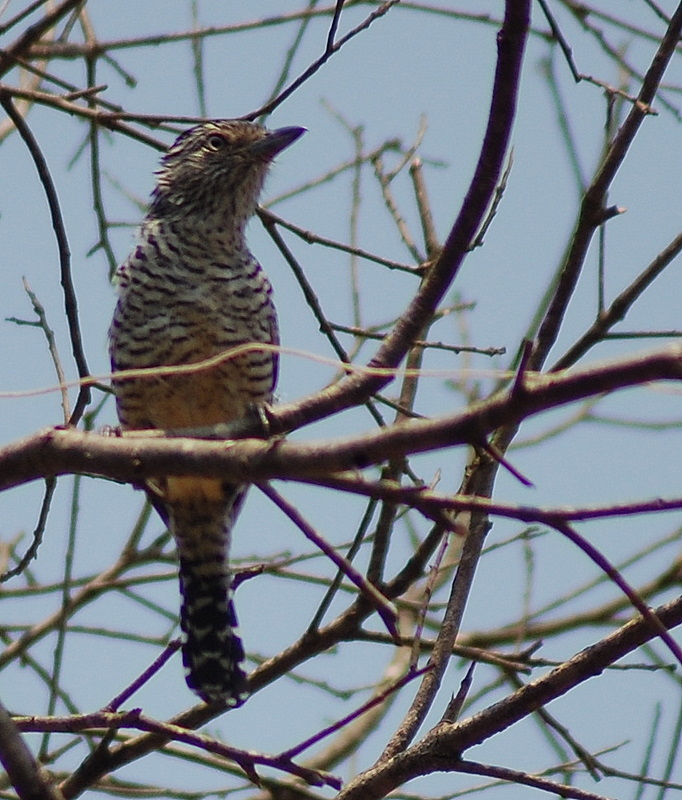
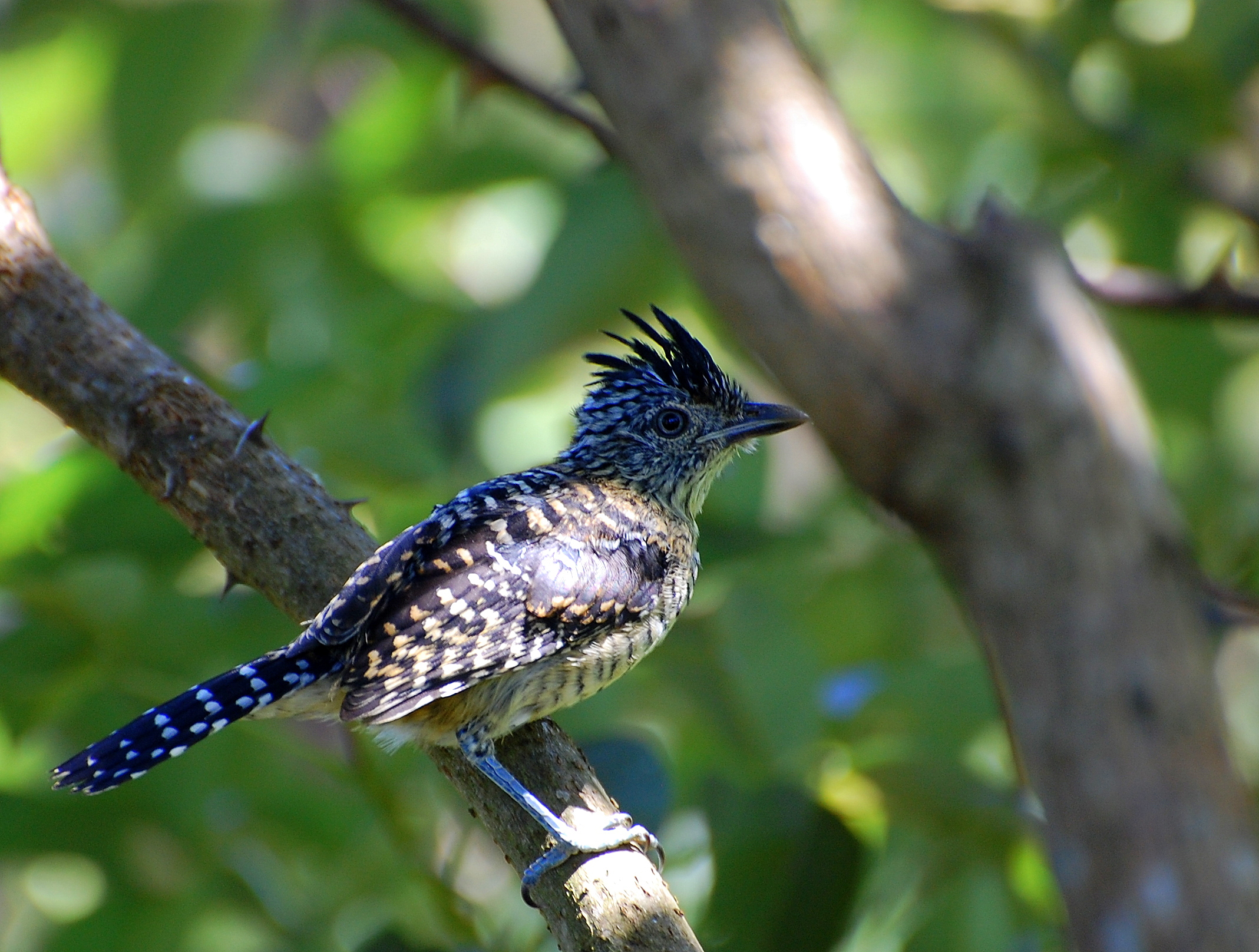
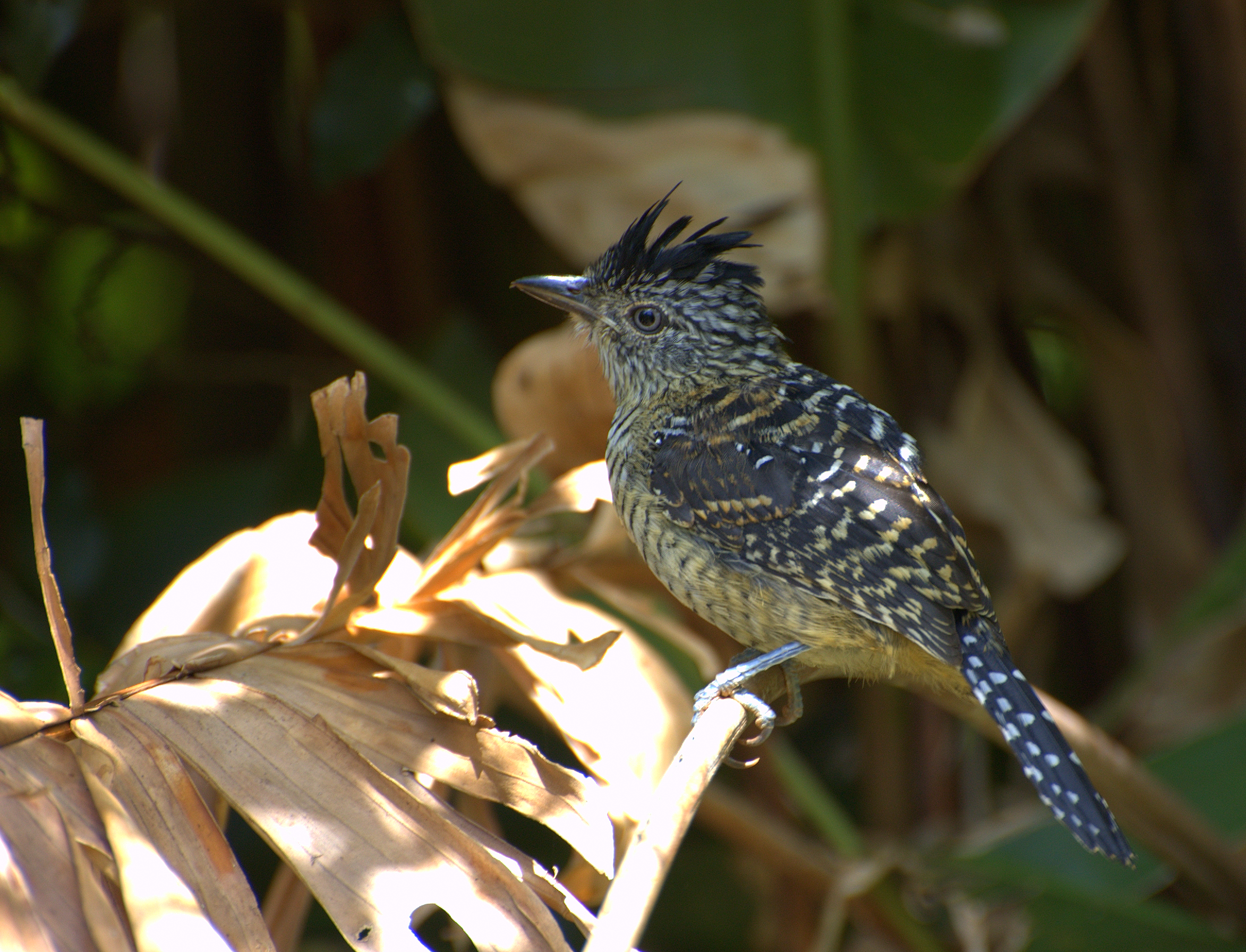
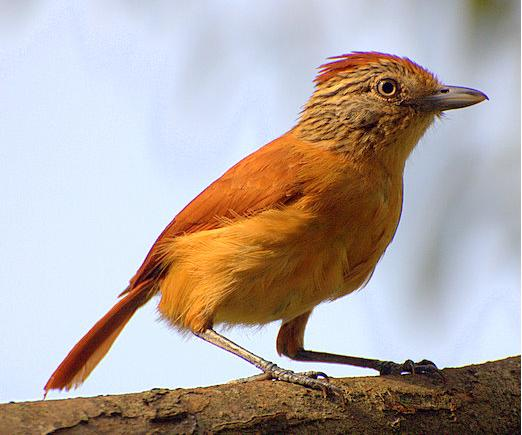